# Імплозія (нафтогазова інженерія)
Імплозія (рос. имплозия; англ. implosion; нім. Implosion f) — в гірничій справі, зокрема, нафтогазовій інженерії — метод збільшення продуктивності свердловини шляхом різкого зменшення тиску на вибої за допомогою спеціального пристрою.